# Стаклена купола
Стаклена купола (порт. Claraboia) роман је португалског Нобеловца Жозеа Сарамага, објављен 2011. године.

## О књизи
Радња почиње у ранопролећно јутро у Лисабону 1950-их година. Буде се суседи једне стамбене зграде. Обућар Силвестре отвара своју радњу. Изаура, која дели свој стан са још три жене, седа за шиваћу машину. Жустина почиње расправу са својим мужем грубијаном. Госпа Лидија, која једина нема финансијских потешкоћа јер је љубавница богатог фабриканта, пали своју прву јутарњу цигарету. Шпањолка Кармен од јутра је испуњена носталгијом… Атмосфера оскудице, меланхолије и сивила. Тeк кад Силвестре прими новог подстанара, њихову зграду испуниће светлост – са неочекиваним последицама.
Једини примерак рукописа овог, за своје време субверзивног романа Сарамаго је понудио једном познатом лисабонском издавачу 1953. године, али одзив је изостао и рукопис је нестао. Одговор је стигао четрдесет година касније, када је издавач јавио писцу да поседује рукопис и да би га објавио. Сарамаго је ипак одлучио да задржи рукопис и да га за живота не објављује, па је роман објављен постхумно 2011. године.

## Оцене романа
- „Светао портрет једног мрачног доба диктатуре.“ Пилар дел Рио

- „Моћним и оригиналним приповедачким умећем Сарамаго и у овом роману испољава свој дар који га је учинио јединственим и непогрешивим сликаром људских карактера.“ Инес Педроза

- „Један од јунака могао би бити баш сам писац, разапет између оптимизма и песимизма, који се у роману носи са нерешивим питањем: може ли човечанство бити спасено?“ Зеферино Коељо